# Orion (пісня Metallica)
«Orion» — інструментальна композиція американського треш-метал-гурту Metallica з третього студійного альбому колективу Master of Puppets, випущеного 3 березня 1986 року лейблом Elektra Records.. «Orion» була написана переважно басистом Кліффом Бертоном. Композицію названо на честь однойменного сузір'я, завдяки «космічному звучанню» бриджа.
27 вересня 1986 року, під час гастролей на підтримку альбому Master of Puppets, гастрольний автобус гурту розбився, в результаті чого Бертон загинув. «Orion» лунала з динаміків під час його похорону. Після його смерті фронтмен Metallica Джеймс Гетфілд зробив татуювання з нотами бриджу цієї пісні на лівій руці.

## Склад
- Джеймс Гетфілд – ритм-гітара, 2-е гітарне соло
- Ларс Ульріх – барабани, перкусія
- Кліфф Бертон – соло-бас, бас-гітара
- Кірк Гемметт – соло-гітара